# SP Tre Penne
SP Tre Penne (Società Polisportiva Tre Penne) je sanmarinský fotbalový klub z města San Marino založený v roce 1956. Předchůdcem byl klub La Serenissima San Marino Citta založený roku 1933. V logu klubu je znak města San Marino (resp. tři sanmarinské pevnosti), nápis TRE PENNE a letopočet založení 1956.

## Úspěchy
- Campionato Sammarinese di Calcio (sanmarinská fotbalová liga)
  - 4× vítěz (2011/12, 2012/13, 2015/16, 2018/19)[1]
- Coppa Titano (sanmarinský fotbalový pohár)
  - 5 vítěz (1967, 1970, 1982, 1983, 2000)[2]
- Trofeo Federale (sanmarinský Superpohár do roku 2011)
  - 1× vítěz (2005)[2]
- Supercoppa Sammarinese (sanmarinský Superpohár od roku 2011)
  - 1× vítěz (2013)[2]